# Програм Марс
Програм Марс је био совјетски научно-истраживачки програм намијењен за истраживање планете Марс и међупланетарног космичког простора. 
У склопу програма лансиран је низ аутоматских научно-истраживачких станица (вјештачких сателита) под називом Марс.

## Мисије
Сателити серије Марс су лансирани ракетама-носачима Молнија (рус. Молния) (Марс-1) и Протон са додатим 4 степеном (Марс-2 до Марс-7).

### Марс-1, 2, 3
Марс-1 је отказао током лета ка Марсу. Марс-2 је ушао у орбиту око планете, али се капсула за спуштање разбила због превелике брзине при приземљењу (због отказа неког система). Марс-3 је успио да се меко спусти на површину планете, али је пренос података престао послије само 20 секунди, претпоставља се због пјешчане олује која је тад покрила добар дио планете. Марс-2 и 3 орбиталне станице су послале око 60 фотографија, и вршиле друга мјерења успјешно.

### Марс-4, 5, 6, 7
Марс-4, 5, 6, и 7 су лансирани у јулу и августу 1973. Два су подешена за орбитални рад а два су били у суштини капсуле за спуштање на планету. Марс-4 није ушао у орбиту због рачунарске грешке, и послао је неколико слика заједно са открићем јоносфере на ноћној страни Марса. Марс-5 је успјешно ушао у орбиту и слао је телевизијске и фотографске снимке. Послије 9 дана и 60 слика, дошло је до губитка унутрашњег притиска и летјелица је отказала. Марс-6 је ушао у атмосферу и почео са спуштањем, током чега су подаци слати 224 секунде на Земљу. Међутим, дошло је до отказа неког система и летјелица је вјероватно ударила у Марс великом брзином. Марс-7 одсјек за спуштање је промашио планету због грешке у рачунару или интегрисаном колу, што је такође узроковало проблеме при мисијама Марс-4 и 6.

## Летови програма Марс
Име мисије, година лансирања:
- Марс-1 (1961).
- Марс-2 (1971).
- Марс-3 (1971).
- Марс-4 (1973).
- Марс-5 (1973).
- Марс-6 (1973).
- Марс-7 (1973).

## Галерија
- Марка посвећена лету Марса-1.
- Марка посвећена лету Марса-2.